# Kallisjärvi
Kallisjärvi eller Kalliojärvi är en sjö i Finland. Den ligger i Vemo kommun i landskapet Egentliga Finland, i den sydvästra delen av landet, 190 km väster om huvudstaden Helsingfors. Kalliojärvi ligger 13,2 meter över havet. Arean är 21,9 hektar och strandlinjen är 2,44 kilometer lång. Sjön  ingår i Skärgårdshavets kustområde, Åland.   Den ligger vid sjön Vähäjärvi. I omgivningarna runt Kallisjärvi växer i huvudsak barrskog.
I övrigt finns följande vid Kallisjärvi:
- Vähäjärvi (en sjö)